# Metodistkyrkans psalmbok
Metodistkyrkans psalmbok är en svenskspråkig psalmbok vars fullständiga titel är Metodist-Episkopal-Kyrkans svenska Psalmbok", som godkändes i New York av nämnda kyrkas biskopar för begagnande i kyrkans svenska församlingar den 21 november 1892. Det 37:e tusendet av psalmboken utgavs 1896 och trycktes på Johan Nilsson Boktryckeri i Stockholm och såldes genom Metodistkyrkans bokförlag i Stockholm.
Utöver 504 numrerade och signerade psalmer innehåller psalmboken också "Metodist-Episkopalkyrkans religionsartiklar" vilka också kallas Metodistkyrkans trosbekännelse, och som är 25 till antalet, samt "Allmänna regler".
Förgrundspersonen för metodistkyrkan Charles Wesley är avporträtterad och psalmerna är grupperade och ordnade efter kyrkoårets och medlemmarnas behov.  

### Fotnoter
1. ↑  ”Metodist-episkopal-kyrkans svenska psalmbok” (på engelska). Worldcat. 13 mars 1896. https://www.worldcat.org/title/metodist-episkopal-kyrkans-svenska-psalmbok/oclc/843429887&referer=brief_results. Läst 17 oktober 2017.